# بداية في الحياة
بداية في الحياة (بالفرنسية: Un début dans la vie)‏ هي رواية للكاتب الفرنسي أونوريه دي بلزاك. وهي السادسة من مجموعة «مشاهد من الحياة الخاصة» ضمن «الملهاة الإنسانية».
نشرت الرواية بشكل مسلسل في مجلة لا ليجيسلاتور في عام 1842 تحت عنوان أخطار التبجح (بالفرنسية: Le Danger des mystifications)‏. ظهر بالعنوان الحالي عام 1845 في الطبعة الثانية من الكوميديا الإنسانية. وهي العمل الخامس في المجلد الرابع، أو الخامس والعشرين من مشاهد من الحياة الخاصة.